# Łubin

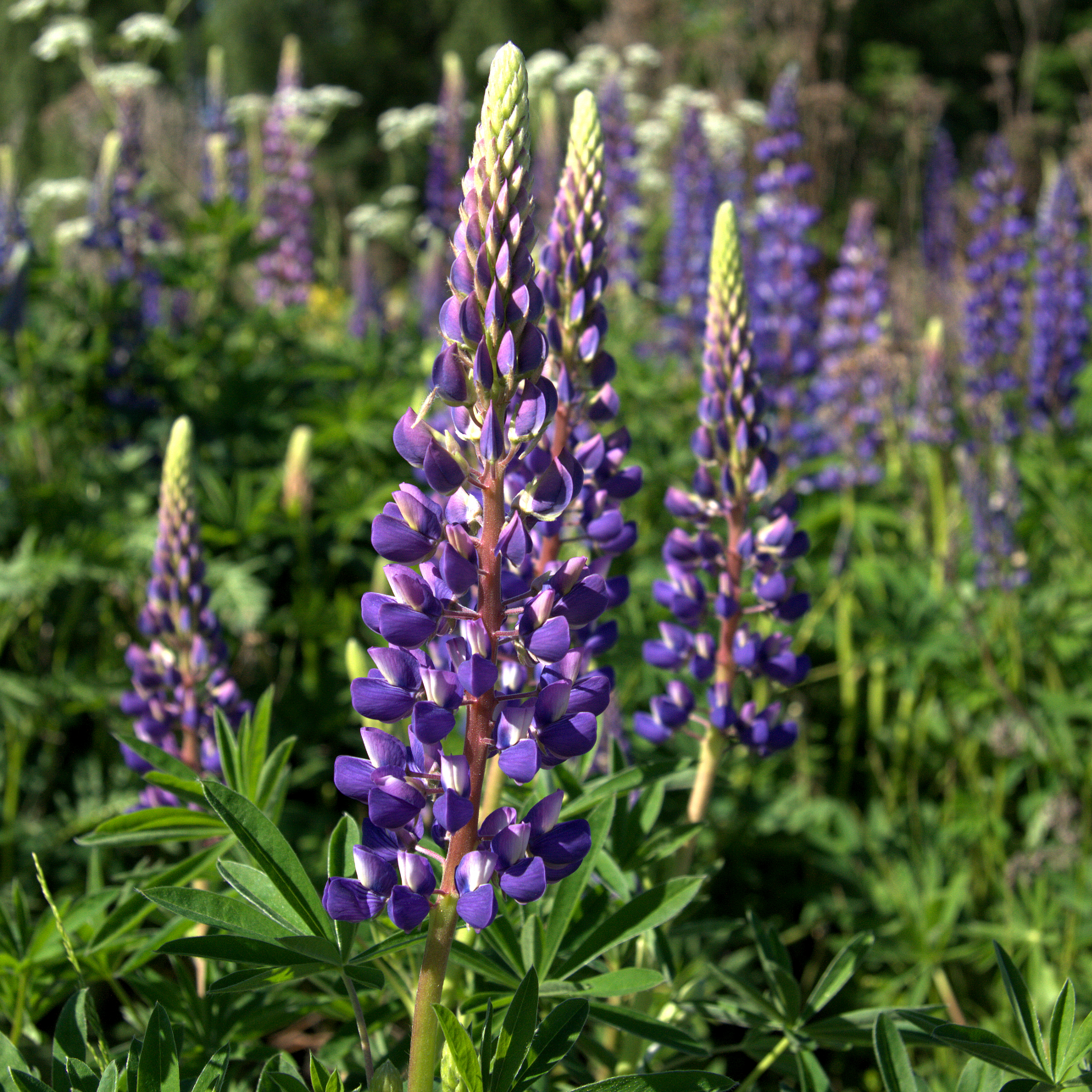
Łubin trwały

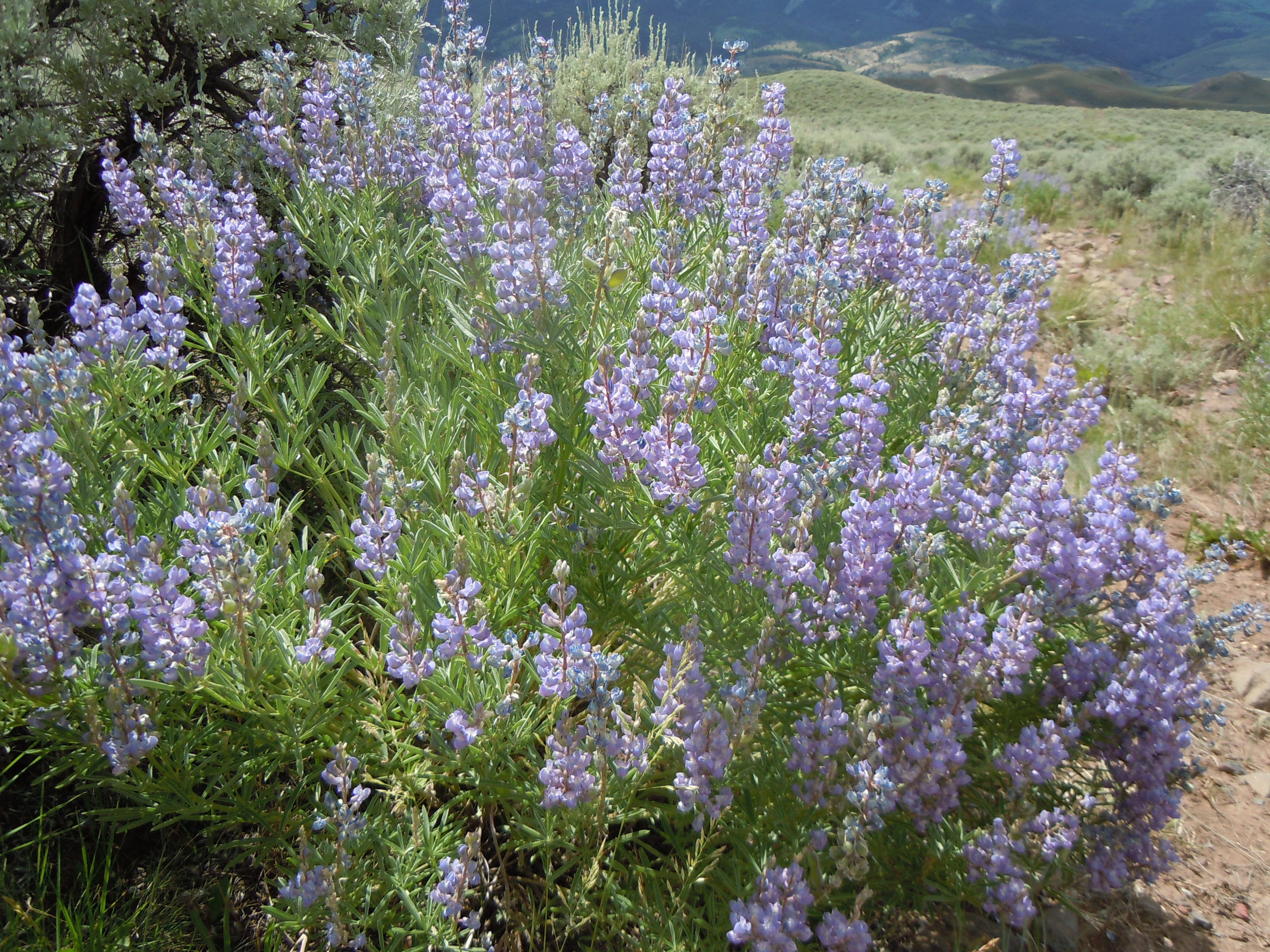
Lupinus argenteus

Łubin (Lupinus L.) – rodzaj roślin należących do rodziny bobowatych. Obejmuje ok. 220–230 gatunków, ale według Plants of the World online nawet ponad 600.
Największe zróżnicowanie gatunkowe występuje w zachodniej części Ameryki Północnej (tylko w Kalifornii rosną 82 gatunki) oraz w Andach w Ameryce Południowej. Mniej liczne gatunki występują we wschodniej części Ameryki Południowej, w strefie śródziemnomorskiej sięgając po Azję południowo-zachodnią (głównie rośliny jednoroczne), z czego 6 rośnie w południowej Europie. Nieliczne gatunki rosną też na obszarach górskich w równikowej Afryce. W Polsce liczne gatunki są uprawiane, a łubin trwały jest zadomowionym antropofitem.
Rośliny z tego rodzaju zasiedlają zwykle siedliska wydmowe i pustynne – suche, piaszczyste lub kamieniste, a także zbiorowiska trawiaste. Niektóre gatunki uprawiane są jako rośliny pastewne, bogate w białka. Liczne gatunki są jednak trujące z powodu zawartości alkaloidów. 

## Morfologia
PokrójRośliny zielne (w przypadku kilku gatunków także krzewy osiągające 2 m wysokości).
LiścieCharakterystyczne – dłoniasto złożone z 5–12 listków, skrętoległe.
KwiatyMotylkowe, pachnące, zebrane w długie grona. Kielich dwuwargowy, złożony z 5 zrosłych, nierównej długości działek. Płatki okazałe, barwy białej, żółtej, niebieskiej lub czerwonej. Górny płatek okazały w postaci żagielka, dwa boczne skrzydełka stulone wokół łódeczki zawierającej pręciki i słupek. Pręcików jest 10 i wszystkie są zrośnięte w rurkę. Słupek pojedynczy, z jednego owocolistka, z zalążnią górną.
OwoceStrąki zwykle drewniejące, zawierające liczne nasiona.

## Systematyka
Pozycja systematyczna
Jeden z rodzajów plemienia Genisteae podrodziny bobowatych właściwych Faboideae w obrębie bobowatych Fabaceae s.l. Rodzaj na drzewie filogenetycznym plemienia zajmuje wyraźnie odrębną, izolowaną pozycję, stąd wyodrębniany jest jako podplemię Lupininae.
Gatunki uprawiane w Polsce
- łubin biały (Lupinus albus L.)
- łubin Hartwega (Lupinus hartwegii Lindl.)
- łubin królewski (Lupinus ×regalis hort.)
- łubin łąkowy (Lupinus rivularis Douglas et Lindl.)
- łubin karłowy, łubin niski (Lupinus nanus Douglas)
- łubin kosmaty (Lupinus pilosus L.)
- łubin północny (Lupinus arcticus S. Watson)
- łubin trwały (Lupinus polyphyllus L.)
- łubin wąskolistny (Lupinus angustifolius L.)
- łubin zmienny, łubin andyjski (Lupinus mutabilis Sweet)
- łubin żółty (Lupinus luteus L.)

Wykaz gatunków